# Amathyntis nucleolata
Amathyntis nucleolata är en fjärilsart som beskrevs av Edward Meyrick 1911. Amathyntis nucleolata ingår i släktet Amathyntis och familjen äkta malar.
Artens utbredningsområde är Sri Lanka. Inga underarter finns listade i Catalogue of Life.